# Leszek Jerzy Pękalski
Leszek Jerzy Pękalski (ur. 3 czerwca 1944 w Korczynie koło Krosna) – fotograf, nauczyciel akademicki.

## Życiorys
W 1967 ukończył fizykę teoretyczną na Uniwersytecie Wrocławskim. W latach 1967–1969 pracował na Politechnice Gdańskiej, w 1969–70 w obserwatorium IMGW na Kasprowym Wierchu, w latach 1972–1979 w Instytucie Fizyki Teoretycznej Uniwersytetu Gdańskiego.
Od 1974 działał w Gdańskim Towarzystwie Fotograficznym. Od 1978 członek Związku Polskich Artystów Fotografików, przez kilka kadencji w Zarządzie Głównym i Głównym Sądzie Koleżeńskim. Przez wiele lat wykładał technikę i technologię fotografii w Akademii Sztuk Pięknych w Gdańsku, fotografię prasową w Instytucie Dziennikarstwa w Gdyni. Współtwórca Trójmiejskiej Szkoły Fotografii w Sopocie.
Uzyskał Odznakę „Zasłużony Działacz Kultury”. Rzeczoznawca Ministerstwa Kultury i Dziedzictwa Narodowego ds. fotografii artystycznej.
Nagradzany w wielu konkursach fotograficznych. Uczestniczył w ponad 200 wystawach zbiorowych w kraju i za granicą.
Fotografie Leszka Jerzego Pękalskiego znajdują się m.in. w Archiwum Ośrodka KARTA.

## Wystawy indywidualne (wybrane)
- „W Nowym Jorku i gdzie indziej”, klub MPiK w Gdańsku, 1981
- wystawa indywidualna w ramach festiwalu „Transphotographiques”, Lille (Francja), 2005
- wystawa indywidualna w galerii B&B, Bielsko-Biała, 2005
- indywidualna prezentacja prac w ramach „Art Trail”, Leigh-on-Sea (Anglia), 2006
- wystawa indywidualna, Szczecin, 2013
- „Pamięć i fotografie”, Sopot, 2015[2]
- „Dawno temu na Podhalu”, Sopot, 2015
- „Czarodziejski ogród Józefa Chełmowskiego”, Gdańsk, 2017[3]

## Publikacje
- „Polska – dwory, dworki” (współautor Mirosław Wiśniewski), Oficyna Wydawnicza Jumar, Warszawa 1995.
- „Kalejdoskop fotografii. Między techniką a sztuką”, wyd. Helion, Gliwice 2012.